# Kamow Ka-37
Der Kamow Ka-37 ist ein unbemannter Hubschrauber, der für Luftaufnahmen, Fernseh- und Radioübertragungen, die Lieferung von Medikamenten, Lebensmitteln, Post und Nothilfe bei Katastrophen oder in schwierigen und gefährlichen Umgebungen sowie später für verschiedene militärische Zwecke entwickelt wurde. Das Flugzeug verwendet koaxiale Rotoren und einen 45-kW-Motor. Der Bediener kann sich in einem Fahrzeug mit Monitoren und Flugsteuerungen oder mit einem einfachen Handfunkcontroller befinden. Der Erstflug fand 1993 statt.

## Spezifikationen
- Motorleistung: 45 kW (60 PS)
- max. Startmasse: 250 kg, (551 lb)
- wirtschaftliche Reisegeschwindigkeit: 110 km/h (68 mph)
- Schwebehöhe: 2.500 m (1.553 Fuß)
- Reichweite: 530 km (329 Meilen)
- Ausdauer: 45 min
- Nutzlast: 50 kg, (110 lb)